# Marijan Varešanin von Varesch
Marijan Varešanin von Varesch, född 1 februari 1847 i Gunja i Österrike (dagens Kroatien), död 22 april 1917 i Wien i Österrike-Ungern, var en etnisk kroat och österrikisk-ungersk friherre, militär och guvernör i Bosnien och Hercegovina mellan 1909 och 1911.

## Biografi
Marijan Varešanin föddes i slavonska Gunja som son till en officer. Efter att ha gått i kadettskola i Rijeka anslöt han sig till en krigsskola i Wien, där han gick ut 1871 som en av kursens bästa elever. Den 7 mars 1909 utnämndes Varešanin till guvernör av den nyligen annektererade regionen Bosnien och Hercegovina.
Under försommaren 1910 företog Österrikes kejsare Frans Josef en resa genom Bosnien och Hercegovina och uppträdde offentligt tillsammans med general Varešanin. Enligt många unga kroatiska, serbiska och jugoslaviska nationalister, till exempel medlemmarna i förbundet Unga Bosnien, var Varešanin en landsförrädare eftersom han som kroat tjänade det österrikiska krigs- och statsväsendet, och de ansåg att Varešanins regim förtryckte folket.
Den 15 juni 1910 åkte Varešanin till sitt arbete i en hästdragen vagn för att öppna det bosniska parlamentet. Bogdan Žerajić, en 24-årig anarkist och medlem i Unga Bosnien, sköt fem revolverskott mot vagnen när den färdades över Latinska Bron. Med det sista skottet begick Žerajić självmord. Varešanin hade klarat sig, men var mycket upprörd. Han lät stanna vagnen och klev ut för att se vem det var som försökt mörda honom. Det påstås att han sparkade och spottade på Žerajić samt kallade honom “avskum” för att sedan fortsätta färden. Varešanin blev mycket uppskakad av händelsen och ansökte om att få avsluta sin tjänst. Den 10 maj 1911 lämnade han sin post för Sarajevos nye guvernör Oskar Potjorek. Två månader senare pensionerades han efter 45 år i österrikisk tjänst.
Žerajić attentat mot Varešanin var en inspirationskälla för en annan medlem i Unga Bosnien, Gavrilo Princip, som den 28 juni 1914 från samma plats sköt ärkehertig Franz Ferdinand av Österrike.
Varešanin avled i Wien 1917 vid 70 års ålder.